# ويليام أندرسون (سياسي أسترالي، مواليد 1853)
ويليام أندرسون (بالإنجليزية: William Anderson)‏ هو سياسي أسترالي، ولد في 23 ديسمبر 1853، وتوفي في 3 مايو 1898 في بالارات في أستراليا. انتخب عضو الجمعية التشريعية فيكتوريا (1886 – 1889).